# Klein Siemen
Klein Siemen ist ein Ortsteil der Stadt Kröpelin im Landkreis Rostock in Mecklenburg-Vorpommern.

## Geografie und Verkehrsanbindung
Klein Siemen liegt südlich des Kernortes Kröpelin. Westlich verläuft die Landesstraße L 11, nördlich die B 105 und südlich die A 20. Östlich fließt der Hellbach.

## Orts- und Gutsgeschichte
Klein Siemen gilt im Ursprung als slawische Siedlung. Die spätere Historie von Klein Siemen wurde besonders durch die Geschichte des Gutes geprägt. Im Jahr 1794 war für Klein Siemen eine Einsatz-Summe bei der Ritterschaftlichen Brandschutz-Sozität in Höhe von 2400 Reichsthalern hinterlegt. 1820 richtete man für Gut Klein Siemen ein Hypothekenbuch ein. 1851 hatte Klein Siemen einhundert Einwohner und wurde als Schulstandort ausgewiesen. Klein Siemen war damals ein Gut der Familie Gildemeister. Sie betrieben aber den Besitz nicht immer selbst und verpachteten das Gut. Es gehörte dem Überseekaufmann und preußischen Konsul Martin Hermann Gildemeister, der auch 1836 in Klein Siemen geboren wurde. Der Politiker Alfred Gildemeister ist sein Sohn.
Die letzten Gutsherren stellte die niedersächsische Adelsfamilie von Bar. Hugo von Bar (1840–1918), Fideikommissherr auf Barenaue sowie Erblanddrost des Fürstentums Osnabrück und Landschaftspräsident, erwarb das 268 ha Gut Klein Siemen im Amt Bukow gelegen. Er mit Sophie von Döring verheiratet. Klein Siemen fiel an den zweiten Sohn Bruno von Bar (1884–1945). Er war Edelgard von Jordan liiert, ihre Kinder wurde in Rostock und Klein Siemen geboren. Nach dem 1928 letztmals amtlich publizierten Güter-Adressbuch Mecklenburg gehörten zum Allodialgut Klein Siemen 250 ha. Im Mittelpunkt des Gutsbetriebes stand die Schafsviehwirtschaft. 10 ha groß war der Waldbesitz. Das Gut war ein Mecklenburgischer Genossenschaftsbetrieb. In Klein Siemen gab es damals noch zwei Erbpächterhöfe a 8 ha.

## Persönlichkeiten
- Johann Gildemeister, Orientalist, in Klein Siemen geboren
- Bert Koß, Schriftsteller, lebt in Klein Siemen